# Hesperoptenus tomesi
Hesperoptenus tomesi је врста слепог миша из породице вечерњака (лат. Vespertilionidae).

## Распрострањење
Врста има станиште у Тајланду и Малезији.

## Станиште
Станиште врсте су шуме. 
Врста је присутна на подручју острва Борнео у Индонезији.

## Угроженост
Ова врста се сматра рањивом у погледу угрожености врсте од изумирања.